# Riinurahu
Riinurahu est une île d'Estonie.
Sa superficie est de 0,023 4 ha et son périmètre de 0,9 km.